# Кашкаково
Кашка́ково (рос. Кашкаково, башк. Ҡашҡаҡ) — присілок у складі Татишлинського району Башкортостану, Росія. Входить до складу Шулгановської сільської ради.
Населення — 481 особа (2010; 516 у 2002).
Національний склад:
- башкири — 98 %